# Institutet för de inhemska språken

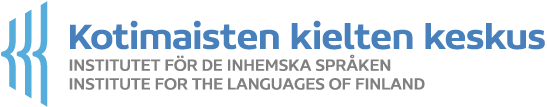
Logotyp för Kotus

Institutet för de inhemska språken (förk. Kotus), (finska: Kotimaisten kielten keskus, romani: Finnosko tšimbengo instituutos, nordsamiska: Ruovttueatnan gielaid guovddáš, skoltsamiska: Dommjânnmlaž ǩiõli kõõskõs, enaresamiska: Päikkieennâm kielâi kuávdáš), är ett forskningsinstitut underställt undervisningsministeriet i Finland. Språkinstitutet inrättades 1976, då ett flertal fristående forsknings-, ordboks- och språkvårdsprojekt förenades till ett statligt institut. Språkinstitutets svenska namnform var till och med 2011 Forskningscentralen för de inhemska språken.  

## Verksamhet
Institutet för de inhemska språken bedriver forskning i finska, svenska, samiska, finländskt teckenspråk, finlandssvenskt teckenspråk och romani samt med finskan besläktade språk. Språkinstitutet utarbetar därtill ordböcker över såväl modernt skriftspråk som äldre språkformer samt dialekter. Institutet ger rekommendationer och upplysningar om finskt, svenskt och samiskt språkbruk och namnskick, samt om finländskt teckenspråk och romani. Myndigheten upprätthåller även omfattande språkliga arkiv och ett stort offentligt specialbibliotek med finsk-ugrisk och annan språkvetenskaplig litteratur.
Forskningsprojekten sträcker sig över ett brett fält, från lexikologi, lexikografi och semantik till dialektologi, namnforskning, grammatik, textanalys och pragmatik. Föremål för forskningen är både äldre och nutida språkformer. 

## Språkpolitisk fråga
Finlandssvenska anses i Finland vara en regional varietet (provinsialism) av svenska, varför Språkinstitutet tar intryck av hur svenska språket i Sverige utvecklas, och tar även intryck av Språkrådet i Sverige och liknande språkvårdsorgan.

## Ett axplock chefer på Språkinstitutet
- Professor Ulla-Maija Forsberg innehade tjänsten som direktör för Institutet för de inhemska språken fram till 2020.
- Filosofie doktor Salli Kankaanpää innehar (2019) tjänsten som chef för Språkvårdsavdelningen för finskan och samiskan.
- Filosofie doktor Charlotta af Hällström-Reijonen innehar (2019) tjänsten som chef för Svenska avdelningen.[2]

## Svenska avdelningen
Svenska avdelningen (f.d. Svenska språkbyrån) är avdelningen för svenskspråkig språkvård inom Institutet för de inhemska språken. Svenska avdelningen ansvarar för vården av svenska språket i Finland och kan anses som Finlands officiella språkvårdsorgan för svenska språket.
Svenska avdelningens viktigaste uppgift är att vara ett stöd för dem som ska använda svenska i sitt arbete i Finland och behöver råd. Som ett led i arbetet att lämna råd ger avdelningen ut ordböcker, ordlistor och handböcker. Dessutom ger Svenska avdelningen råd både per telefon och per e-post. Svenska avdelningen ger också ut en populärvetenskaplig tidskrift, Språkbruk. Den innehåller populärvetenskapliga artiklar om språk, både svenska och andra språk och informerar om aktuell litteratur om språk.